# گروه بازبهنجارش
در فیزیک نظری گروه بازبهنجارش (به انگلیسی: renormalizatoin group) یک ابزار ریاضی برای بررسی نظام‌مند تحول سیستم‌های فیزیکی در مقیاس‌های گوناگون است. گروه بازبهنجارش مربوط به ناوردایی مقیاسی و ناوردایی همدیسی سیستم است. (در یک تبدیل همدیس زاویه‌ها تغییر نمی‌کنند) این تقارن‌ها باعث می‌شود سیستم در تمامی مقیاس خودمتشابه باشد.
تغییر مقیاس همانند تغییر توان یک ذره‌بینی است که به سیستم می‌نگرد.

## تاریخچه
ایده تبدیل مقیاس و ناوردایی مقیاسی ریشه دیرین در فیزیک دارد. بحث در مورد مقیاس‌ها میان از زمان اقلیدس تا گالیله بسیار داغ بوده است؛ و دوباره در اواخر قرن ۱۹ میلادی مورد توجه قرار گرفت. شاید نخستین مثال آن ایده گرانروی تعمیم یافته برای توضیح جریان‌های تلاطمی توسط آزبورن رینولدز باشد.
گروه بازبهنجارش ابتدا در فیزیک ذرات ابداع شد، اما امروزه کاربردهای آن به فیزیک حالت جامد، مکانیک شاره‌ها، کیهان‌شناسی و حتی نانوفناوری گسترش یافته است.
فهم عمیق‌تر معنای فیزیکی فرایند بازبهنجارش از فیزیک ماده چگال با مقاله لئو کادانوف در سال ۱۹۶۶ در مورد بلوک اسپین آغاز شد. ایده اصلی تعریف اجزائی از نظریه در فاصله‌های بزرگ بود که در فاصله‌های کوچک به هم می‌پیوستند. این رهیافت چارچوب ادراکی و فرمالیسم ریاضی لازم را در اختیار کنت ویلسن (Kenneth Wilson) قرار داد تا از آن برای حل مسائل پدیده‌های بحرانی و تکمیل نظریه گذار فاز پیوسته (گذار مرتبه دوم) استفاده کند. حاصل کار او در دو مقالهٔ اساسی و پرارجاع خلاصه شده است. ویلسن به خاطر این کار در سال ۱۹۸۲ برنده جایزه نوبل شد.
روش مونت کارلو و گروه بازبهنجارش (RG) دو ابزار فوق‌العاده کاربردی در فیزیک پدیده‌های بحرانی هستند.

## بلوک اسپین
یک شبکه منظم مربعی از اتم‌ها را در نظر بگیرید.
سیستم در دمای T قرار دارد و ضریب جفت شدگی آن J است. فرض کنید فقط همسایه‌های اول با هم اندرکنش دارند. فیزیک سیستم با هامیلتونی {\displaystyle H(T,J)} توصیف می‌شود.
حال بلوک را به زیر بلوک‌های مربعی ۲در۲ افراز می‌کنیم؛ و تلاش می‌کنیم فیزیک سیستم را با متغیرهای بلوک نخست که رفتار میانگین سیستم را توصیف می‌کردند؛ بیان کنیم. فرض کنید از اقبال خوش هامیلتونی سیستم دارای ناوردایی فرم است؛ و فیزیک زیر بلوک با فرمولی همانند بلوک اصلی توصیف می‌شود {\displaystyle H(T',J')}. اما با متغیرهای TوJ دیگری (این فرض لزوماً درست نیست، اما در تقریب اول خوب است)
شاید حل کردن مسئله به دلیل تعداد زیاد اتم مشکل باشد. اکنون در مسئله بازبهنجار شده فقط یک چهارم آن اتم‌ها وجود دارد. می‌توان فرایند تبدیل مقیاس را تکرار کرد در مرحله بعد هامیلتونی
{\displaystyle H(T'',J'')} خواهد شد، و با یک شانزدهم تعداد اتم اولیه سروکار داریم. با هر قدم RG مقیاس را افزایش می‌دهیم. دقت کنید که با تبدیل مقیاس ضریب جفت شدگی و دما تعییر می‌یابد.
مسلماً بهترین ایده تکرار قدم‌ها تا رسیدن به تک بلوک بزرگ است. از آنجایی که تعداد اتم‌ها در یک نمونه واقعی بسیار زیاد است (از مرتبه عدد آووگادرو) بازبهنجارش هم‌ارز یافتن رفتار بلندبرد سیستم است. چنانچه فرایند تبدیل مقیاس بی‌شمار بار تکرار شود پارامترهای سیستم به تعدادی نقاط ایست میل می‌کنند.
یک سیستم مغناطیسی (برای مثال:مدل آیزینگ) را در نظر بگیرید. با ضریب جفت‌شدگی J، پیکربندی سیستم طی رقابت میان عامل نظم بخش یعنی برهم‌کنش اسپین-اسپین و عامل نظم زدا یعنی دما، تعیین می‌شود.
برای اکثر مدل‌ها سه نوع نقطه ایست وجود دارد: {\displaystyle T=0} و {\displaystyle J\rightarrow \infty } در این حالت دما بی‌اهمیت است. (عامل نظم زدا از بین می‌رود) بنابراین در مقیاس‌های بزرگ سیستم منظم است. این وضعیت فاز فرومغناطیس است.
{\displaystyle T\rightarrow \infty ,J=0} کاملاً برعکس مورد فوق؛ اینجا دما عامل مؤثر است؛ و سیستم در مقیاس بزرگ بی نظم است.
یک نقطه غیربدیهی میان این دو کران وجود دارد {\displaystyle T=T_{C}} و {\displaystyle J=J_{C}}. در این نقطه تبدیل مقیاس فیزیک سیستم را تغییر نمی‌دهد. سیستم در وضعیت فرکتالی قرار دارد. این وضعیت مطابق با گذر فاز کوری است؛ و نقطه بحرانی نامیده می‌شود.

## مقدمه نظریه
به زبان تخصصی‌تر، یک نظریه داریم که با یک تابع خاص {\displaystyle Z} که دربرگیرنده مجموعه حالت‌های میکروسکوپیک {\displaystyle \{s_{i}\}} و {\displaystyle \{J_{k}\}} سروکار داریم. این تابع ممکن است تابع پارش، کنش، هامیلتونی یا هر تابع دیگری باشد. اما بایستی فیزیک سیستم را کامل توصیف کند.
حال تبدیل مقیاس {\displaystyle \{s_{i}\}\to \{{\tilde {s}}_{i}\}} را انجام می‌دهیم. تعداد {\displaystyle {\tilde {s}}_{i}} باید کمتر از شمار {\displaystyle s_{i}} باشد. اکنون تابع {\displaystyle Z} را فقط با جملات {\displaystyle {\tilde {s}}_{i}}بازنویسی می‌کنیم. اگر این کار با تغییر در پارامترهای ضریب جفت‌شدگی {\displaystyle \{J_{k}\}\to \{{\tilde {J}}_{k}\}} ممکن باشد می‌گوییم نظریه بازبهنجارپذیر است.
همان‌طور که گفته شد تبدیل مقیاس باعث تغییر پارامترها در فضای فاز سیستم می‌شود. مسیر این تغییرات در نمودار فضای فاز ایجاد جریان بازبهنجارش (به انگلیسی: RG flow) می‌کند؛ که به سمت نقاط ایست که همان حالت ماکروسکوپیک سیستم است در حرکتند.

## عملگرهای مرتبط، غیرمرتبط و کلاس جهانشمولی
مشاهده‌پذیر (عملگر) A از یک سیستم تحت تبدیل RG قرار می‌گیرد. بزرگی مشاهده‌پذیر متناسب با طول مقیاس سیستم می‌تواند: یکنوای صعودی، یکنوای نزولی یا مورد دیگری باشد. اگر مشاهده پذیر به صورت یکنوای صعودی رشد کند گفته می‌شود عملگر مرتبط است. برای مورد یکنوای نزولی عملگر نامرتبط است؛ و برای مورد آخر عملگر marginal است.
عملگر یا مشاهده‌پذیر مرتبط رفتار ماکروسکوپیک سیستم را توصیف می‌کند. اما عملگر یا مشاهده‌پذیر نامرتبط خیر. در مورد عملگرهای marginal نیاز به بررسی‌های دیگری است. ممکن است توصیف‌گر سیستم باشند یا نباشند. یک واقعیت قابل توجه این است که اکثر عملگرها نامرتبط هستند؛ و تعداد کمی عملگر حاکم بر فیزیک بیشتر سیستم‌ها هستند. برای مثال برای توصیف میکروسکوپیک سیستمی شامل یک مول ماده نیاز به تعداد عملگری از مرتبه 1023 هستیم. در حالی که برای توصیف مقیاس بزرگ این سیستم به تعداد کمی نیاز است.
پیش از رهیافت گروه بازبهنجارش ویلسون یک واقعیت تجربی شگفت‌انگیز یافت شده بود: این که نماهای بحرانی سیستم‌های به کلی متفاوت در نزدیکی گذار فاز (همانند گذار ابرشاره، گذار آلیاژی، گذار در سیستم‌های مغناطیسی) مقادیر یکسانی دارند؛ و تنها به تعداد کمی متغیر مانند بعد و تقارن سیستم مربوط هستند؛ ولی توضیحی برای آن وجود نداشت.
تطابق نماهای بحرانی برای سیستم‌های متفاوت جهانشمولی نامیده می‌شود؛ و اکنون گروه بازبهنجارش با موفقیت آن را توضیح داده است. مشاهده‌پذیرهای مرتبط و نامرتبط کلید حل این معما هستند؛ بنابراین شمار زیادی از پدیده‌های ماکروسکوپیک در تعداد اندکی کلاس‌های جهانشمولی قرار می‌گیرند؛ که مشاهده پذیرهای مرتبط ویژگی مشترک این خانواده‌های جهانشمولی است.